# Annalisa Insardà
Annalisa Insardà, née le 13 octobre 1978 à Polistena en Calabre, est une actrice italienne.

## Filmographie
- 2000 : Ricominciare (soap opera)
- 2002 : Vivere (soap opera)
- 2003 : L'ospite segreto
- 2004 : Un battito di vita
- 2005 : Lettere dalla Sicilia
- 2006 : Carabinieri 6
- 2007 : Un caso di coscienza 3
- 2007 : É tempo di cambiare
- 2009 : Pochi giorni per capire
- 2021 : Doc (série télévisée, 2020)